# Jacek Stryjenski
Jacek Stryjenski (né à Cracovie le 21 novembre 1922 et décédé à Genève le 8 mars 1961) est un peintre et décorateur suisse.

## Biographie
C’est en étudiant très jeune l’art graphique à l’Ecole des Beaux-Arts de Varsovie en 1937-39, puis la peinture à la Kunstgewerbeschule de Zurich en 1942, enfin les Beaux-Arts à Genève et dans l’atelier de son grand-oncle, le peintre genevois Alexandre Cingria, en 1943, que Jacek Stryjenski se forge une réputation d’artiste multidisciplinaire.
Jacek Stryjenski a réalisé des fresques d'églises en Suisse (les mosaïques de l'Église Saint-François à Genève) et en France, ainsi que des peintures et mosaïques murales que l'on peut voir dans différents lieux genevois, telle que les Amazones, mosaïque de marbres multicolores à la Caserne des Vernets (concours remporté en 1958).  Il a également conçu de nombreuses marionnettes et des décors pour le Théâtre de Marionnettes de Genève.
Il est notamment l'auteur de la Voie lactée, un plafond unique constitué de tôles d'aluminium balayées de feuilles d'or et d'argent constellées de plus d'un millier d'étoiles de verre lumineuses, et du rideau de fer du Grand Théâtre de Genève (1er prix du concours pour la décoration du Grand Théâtre - 1960).
Il est le frère jumeau de l'architecte-acousticien genevois Jean Stryjenski (1922-1996) et le fils de l'artiste Zofia Stryjenska, surnommée la "princesse de la peinture polonaise".